# Beaulieu-sur-Sonnette
Beaulieu-sur-Sonnette é uma comuna francesa na região administrativa da Nova Aquitânia, no departamento de Charente. Estende-se por uma área de 10,29 km². Em 2010 a comuna tinha 208 habitantes (densidade: 20,2 hab./km²).